# Rathausstraße (Cuxhaven)

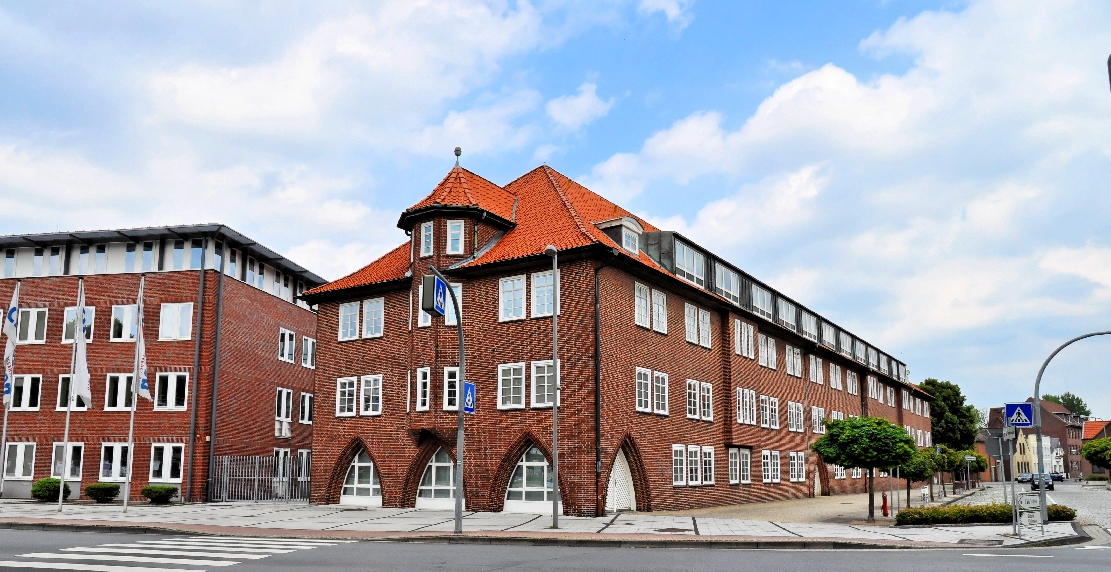
Rathaus Cuxhaven

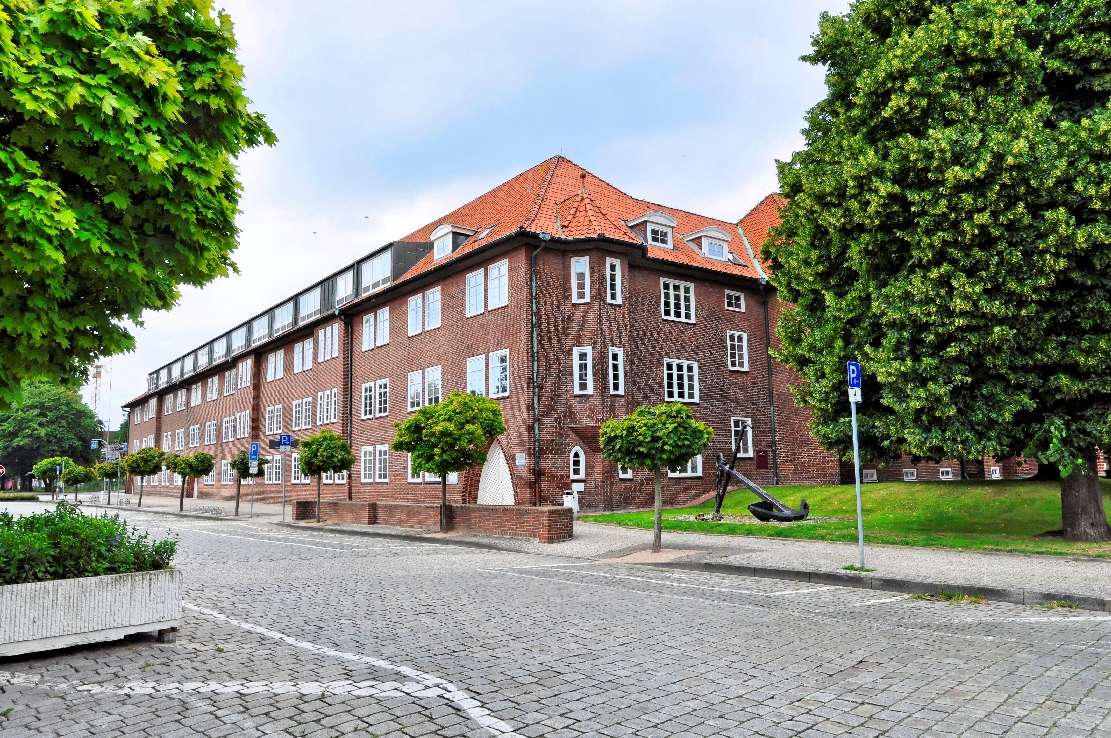
Rathaus und Grüner Weg

Die Rathausstraße in Cuxhaven ist eine ca. 0,5 km lange Straße. Sie führt in Ost-West-Richtung von der Blohmstraße / Grüner Weg bis zum Stresemannplatz.

## Nebenstraßen
Die Neben- und Anschlussstraßen sind benannt als Blohmstraße nach Anna Blohm, deren Ehemann die Straße anlegte, Grüner Weg schon um 1740 nach einem Feldweg, der ab 1845 bebaut wurde, Werner-Kammann-Straße 1985 nach dem Oberbürgermeister Werner Kammann (1919–1985), Rathausplatz nach dem Cuxhavener Rathaus, Stresemannplatz 1929 bzw. 1945 nach dem Staatsmann und Außenminister Gustav Stresemann (1878–1929) (1935–45 Saarlandplatz) sowie Catharinenstraße 1894 nach den Müttern der Erbauer der Straße Catharina Höpcke und Catharina Wendt und Poststraße nach dem Postamt, das bis 2000 an der Straße stand.

## Geschichte

### Name
Die Straße wurde 1927 benannt nach dem Rathaus, an dem sie vorbeiführt.

### Entwicklung
Nachdem 1872 Ritzebüttel und Alt-Cuxhaven vereinigt worden waren, erfolgte ein stärkerer Ausbau des Ortsgebietes. 1907 erhielt Cuxhaven die Stadtrechte. 1917 wurde das zweigeschossige, verklinkerte, repräsentative Rathaus eingeweiht. Das Gebäude erhielt mehrfach (1931, 1939, 1973 und 2006) weitere Gebäudeflügel. Die Straße wurde um 1927 ausgebaut. Schienen der Straßenbahn Cuxhaven von 1913 waren bis 2009 vorhanden. 1953 wurde der Rathausvorplatz am Grünen Weg neu gestaltet.
Verkehrlich wird die Straße von den Buslinien 1018 (Poststraße) sowie 1007 und 1010 (Rathausplatz) der KVG tangiert.

## Gebäude, Anlagen (Auswahl)

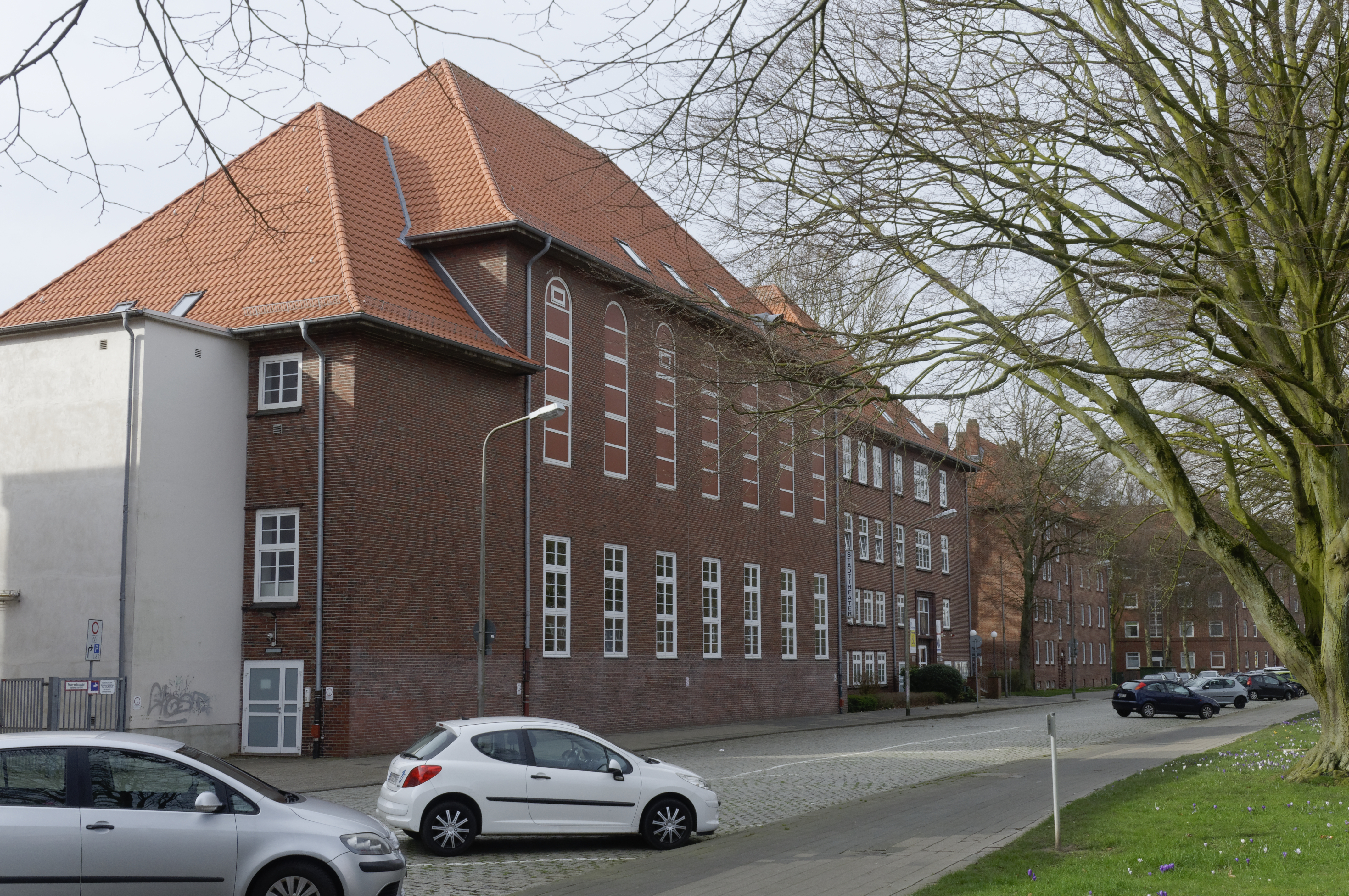
Gorch-Fock-Schule mit dem Stadttheater Cuxhaven

An der Straße stehen zumeist drei- bis viergeschossige, verklinkerte Gebäude der 1920er und 1930er Jahre, zumeist mit Walmdächern. Die mit D gekennzeichneten Häuser stehen unter Denkmalschutz.
- Nr. 1: Drei und viergeschossiges Rathaus (D)
  - Bürgerbüro Cuxhaven gegenüber dem Rathaus
- Nr. 14a–c: Dreigeschossige Wohnhäuser am Rathausplatz
- Rathausplatz als Grünfläche eines vor 1530 durch Deichbruch entstanden und 1953 verfüllten großen Wehls bzw. Kolks
- Nr. 14 bis 22: Wohnhäuser und Büros
- Nr. 21: Viergeschossiges Gebäude von 1932 der 1935 eingeweihten Schule (früher auch Rathausschule genannt) mit den Klassen 7 bis 10, heute 5 bis 10, benannt 1932/33 und ab 1949 als Bleickenschule nach Bleick Max Bleicken (1869–1959) erster Bürgermeister von 1907 bis 1931
- Nr. 21: Stadttheater Cuxhaven von um 1980 mit 350 Plätzen im vorhandenen Schulgebäude; wird bespielt von einem wechselnden Ensemble
  - Döser Speeldeel seit 2013 im Stadttheater
- Nr. 21: Gorch-Fock-Schule, eine offene Ganztags-Grundschule
- Nr. 23: Viergeschossiges Wohnhaus
- Nr. 31/33: Viergeschossige Wohnhäuser